# کوشکون تاش
کوشکون تاش (ترکی استانبولی: Coşkun Taş؛ ۲۳ آوریل ۱۹۳۵ – ۱۱ نوامبر ۲۰۲۴) بازیکن فوتبال اهل ترکیه بود.
از جمله باشگاه‌هایی که وی در آنها بازی کرده‌است، می‌توان به باشگاه فوتبال کلن و باشگاه فوتبال بشیکتاش اشاره کرد.
وی همچنین در تیم ملی فوتبال ترکیه بازی کرده‌است.
تاش در ۱۱ نوامبر ۲۰۲۴، در کلن، نوردراین-وستفالن، آلمان، در سن ۸۹ سالگی درگذشت.